# پلوماس یوریکا (کالیفرنیا)
پلوماس یوریکا (به انگلیسی: Plumas Eureka) یک منطقهٔ مسکونی در ایالات متحده آمریکا است که در شهرستان پلوماس، کالیفرنیا واقع شده‌است. پلوماس یوریکا ۱۰٫۳۰۹ کیلومتر مربع مساحت و ۳۳۹ نفر جمعیت دارد و ۱٬۸۳۳ متر بالاتر از سطح دریا واقع شده‌است.